# Tervsund
Tervsund är ett sund i Finland. Det ligger i Pargas stad i landskapet Egentliga Finland, i den södra delen av landet, 140 km väster om huvudstaden Helsingfors.
Tervsund ligger mellan Stortervolandet i sydväst och Lemlaxön i nordöst. Sundet binder samman Kyrkfjärden i norr med Gyltan i söder.